# 覆晶技術
覆晶技術（英語：Flip Chip），也稱“倒晶封裝”或“倒晶封裝法”，是晶片封裝技術的一種。此封裝技術主要在於有別於過去晶片封裝的方式，以往是將晶片置放於基板（chip pad）上，再用打線接合技術（wire bonding）將晶片與基板上之連結點連接。覆晶封裝技術是將晶片連接到銲錫凸塊（Solder Bump），然後將晶片翻轉過來使凸塊與基板（substrate）直接連結而得其名。覆晶技术除了具有提高晶片腳位的密度之外，更可以降低雜訊的干擾、強化電性的效能、提高散熱能力、及縮減封裝體積等優點。
Flip Chip技术起源於1960年代，通用电气开发出此技术，由IBM在大型主機上完成商业化应用。由於覆晶比其它球柵陣列封裝（BGA; Ball grid array）技術在与基板或衬底的互连形式要方便的多，目前覆晶技術已經被普遍應用在微處理器封裝，而且也成為繪圖、特種應用、和電腦晶片組等的主流封裝技術。借助市場對覆晶技術的推力，封裝業者必需提供8吋與12吋晶圓探針測試、凸塊增長、組裝、至最終測試的完整服務。

## 步驟
1. 在晶圓上刻劃積體電路。
2. 腳墊芯片表面金屬化，鍍上一BLM（ball limiting metallization）层，現在一般稱為底部金屬層UBM（under bump metallization）。
3. 將是將錫鉛銲錫鍍上焊接點沉積在每個墊（pad）上，接下來迴銲（reflow）製程將溫度增至約350°C，由於銲錫只會熔融（wet）在此BLM 金屬上，故第一次迴銲後，變成一個凸塊（Bump）。
4. 切割芯片。
5. 芯片翻轉和定位，使焊球正對外部電路的連接器。
6. 加入助銲劑（flux）重熔焊球（通常使用熱風回流焊），完成接合。
7. 安裝的芯片底部使用電氣與絕緣膠填充。

未來的電子產品持續朝向輕薄短小、高速、高腳數等特性，以導線架為基礎的傳統封裝型態將漸不適用，應用範圍也將局限於低階或低單價的產品。
根據IC Insights的調查報告顯示，邏輯IC產品由於功能要求日益複雜，對於封裝引腳數的需求大致呈現每年12至13％的增加速率。以高階的ASIC產品為例，2002年最高引腳數需求為2,100腳，而預計至2007年，最大引腳數將高達3,500腳。在未來覆晶封裝的趨勢上，依然會朝著高腳數（I/O），細間距（fine pitch）的目標前進。此外，未來除了覆晶封裝設備的需求將持續擴大外，覆晶所需之檢測設備亦是廠商發展的重點。
由於覆晶封裝內部是利用凸塊作為電氣通導路徑，分佈範圍整個晶片，位於晶片中心附近的凸塊品質檢測則有賴自動化檢測設備以確保凸塊品質。由於覆晶封裝的高腳數特性，單片探針數可達1,000 pin以上的垂直探針卡將成為測試設備商競逐的潛力市場。

## 分类

### FC-BGA
作为一种重要的先进封装技术，FC-BGA以凸点互连倒置芯片, 极大缩小引线长度和面积，引脚多、細間距窄，有效减少电性损耗、降低电磁干扰、提高元件密度、增强芯片散热等，广泛应用于GPU、FPGA等高端芯片，是AI等高速算应用领域的刚需基板。